# Mouvement islamique national d'Afghanistan
Le Junbish-e Milli-yi Islami-yi Afghanistan (Mouvement Islamique National d'Afghanistan) est une faction politique afghane très active durant la guerre civile d'Afghanistan (1992-1996).

## Histoire

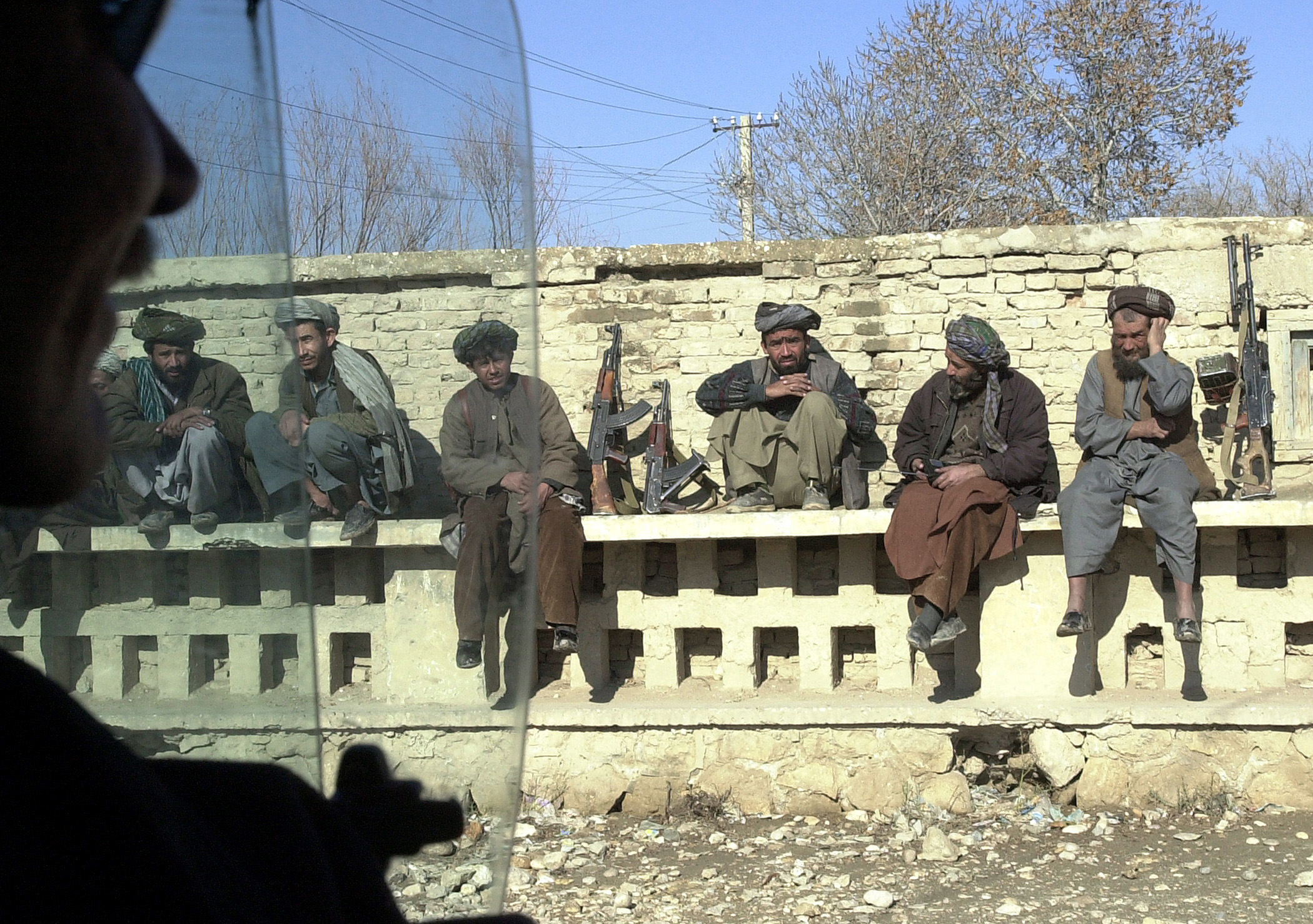
Des combattants du Mouvement islamique national d'Afghanistan à Mazâr-e Charîf en décembre 2001.

Le Junbish réunit les milices des ethnies Ouzbek et Turkmène du régime communiste qui se mutinèrent contre le régime du président Mohammad Najibullah au début de l'année 1992. Il comprend également des anciens dirigeants et fonctionnaires de l'ancien régime de diverses autres ethnies, généralement de parler perse, et quelques commandants moujahidines Ouzbeks, ainsi que des commandants du Jamiat-e Islami et du Hezb-e Wahdat qui quittèrent le Junbish par la suite pour rejoindre leurs anciennes factions. Ce groupe prit le contrôle de la ville de Mazar-e Sharif en alliance avec le Jamaat au début de l'année 1992, et contrôla une grande partie des provinces du Nord, les provinces de Samangan, Balkh, Djôzdjân, Faryab, et Baghlan. Le chef du Junbish des années 1990 à aujourd'hui est Abdul Rachid Dostom, qui se présenta aux élections de 2004.